# Vaillantella
Vaillantellidae
Famille
Genre
'''Vaillantella''' est un genre de poissons d'eau douce Cypriniformes, le seul de la famille des Vaillantellidae. Ces espèces sont appelées « loches à longues ailettes » et se rencontrent en Asie du Sud-Est.

## Liste des espèces
Selon World Register of Marine Species (8 décembre 2023) :
- Vaillantella cinnamomea Kottelat, 1994
- Vaillantella euepiptera (Vaillant, 1902)
- Vaillantella maassi Weber & de Beaufort, 1912

## Classification
La famille des Vaillantellidae a été créée en 1977 par les ichtyologistes roumains Teodor T. Nalbant (1933-2011) et Petre Mihai Bănărescu (1921-2009).
Le genre Vaillantella a été créé en 1905 par le zoologiste américain Henry Weed Fowler (1878-1965),. C'est le seul membre de la famille des Vaillantellidae à avoir été confirmé en tant que tel par Maurice Kottelat dans son examen des loches en 2012.

## Publication originale
- (en) Henry W. Fowler, « Some Fishes from Borneo », Proceedings of the Academy of Natural Sciences of Philadelphia, Philadelphie, vol. 57,‎ juillet 1905, p. 455-523 (ISSN 0097-3157, lire en ligne, consulté le 8 décembre 2023).